# Rock alternativo
Rock alternativo (também conhecido como alt-rock, música alternativa ou simplesmente alternativo) é uma categoria de rock que emergiu do underground da música independente na década de 1970 e se tornou amplamente popular na década de 1990. "Alternativo" refere-se à distinção do gênero ao rock mainstream ou comercial e da música pop. O significado original do termo era mais amplo, referindo-se a músicos influenciados pelo estilo musical independente e o ethos DIY do punk rock do final dos anos 1970.
Tradicionalmente, o rock alternativo variava em termos de som, contexto social e raízes regionais. Ao longo da década de 1980, revistas e zines, rádios universitárias e o boca a boca aumentaram a proeminência e destacaram a diversidade de estilos distintos (e cenas musicais) do rock alternativo, como noise pop, indie rock, grunge e shoegaze. Em setembro de 1988, a Billboard introduziu "alternativo" em seu sistema de gráficos para refletir a ascensão do formato em estações de rádio nos Estados Unidos como a KROQ-FM em Los Angeles e WDRE-FM em Nova York, que estavam tocando música de mais de artistas de rock underground, independentes e não comerciais.
Inicialmente, alguns estilos do rock alternativos chamaram um pouco da atenção do mainstream com bandas como R.E.M. e Jane's Addiction assinando contratos com grandes gravadoras. A maioria das bandas alternativas, no entanto, permaneceu afiliada com gravadoras independentes e recebeu relativamente pouca atenção do rádio, televisão ou jornais convencionais. Com o avanço do Nirvana e a popularidade dos movimentos grunge e Britpop na década de 1990, o rock alternativo entrou no mainstream musical e muitas bandas se tornaram bem sucedidas.
Devido ao sucesso de bandas como The Strokes e The White Stripes no início dos anos 2000, um influxo de novas bandas de rock alternativo que se inspiraram no pós-punk e new wave encontraram sucesso comercial no início e meados dos anos 2000, estabelecendo o movimento post-punk revival.

## Origem do termo
No passado, os gostos musicais populares eram frequentemente ditados por executivos de música dentro de grandes corporações de entretenimento. As gravadoras assinaram contratos com os artistas que se pensava serem os mais populares e, portanto, que poderiam gerar mais vendas. Essas bandas foram capazes de gravar suas músicas em estúdios caros e seus trabalhos foram colocados à venda através de redes de lojas de discos pertencentes às corporações de entretenimento, além de eventualmente vender a mercadoria em grandes varejistas. As gravadoras trabalhavam com empresas de rádio e televisão para obter o máximo de exposição para seus artistas. As pessoas que tomavam as decisões eram pessoas de negócios que lidavam com a música como um produto e aquelas bandas que não estavam fazendo os números de vendas esperados eram então excluídas deste sistema.
Antes do termo rock alternativo sem amplamente utilizado, os tipos de música a que se referiam eram conhecidos por uma variedade de termos. Em 1979, Terry Tolkin usou o termo Música Alternativa para descrever os grupos sobre os quais estava escrevendo. No mesmo ano, a estação de rádio KZEW de Dallas teve um show noturno de new wave intitulado "Rock and Roll Alternative". "College rock" foi usado nos Estados Unidos para descrever a música durante a década de 1980 devido às suas ligações com o circuito de rádio da faculdade e os gostos dos estudantes universitários. No Reino Unido, dezenas de pequenas gravadoras DIY surgiram como resultado da cultura punk. De acordo com o fundador de uma dessas gravadoras, as revistas Cherry Red, NME e Sounds publicavam índices em forma de gráficos para pequenas lojas de discos chamadas "Alternative Charts". O primeiro gráfico britânico criado para distribuição foi chamado Indie Chart e foi publicado em janeiro de 1980; imediatamente conseguiu seu objetivo de ajudar as gravadoras. Na época, o termo indie era usado literalmente para descrever estes índices de vendas distribuídos de forma independente. Em 1985, indie passou a significar um gênero particular ou grupo de subgêneros, ao invés de simplesmente um status de distribuição.
O uso do termo alternativo para descrever a música rock originou-se em meados da década de 1980. Na época, os termos mais comuns da indústria da música para as novidades musicais eram new music e post modern, indicando frescor e uma tendência a recontextualizar sons do passado. Outro termo semelhante surgiu por volta de 1985, o pop alternativo.
Em 1987, a revista Spin categorizou a banda de college rock, Camper Van Beethoven como "alternativa/indie", observando que a música "Where the Hell Is Bill" de 1985 "anunciou a cena alternativa/independente e a destruiu secamente". David Lowery, então vocalista do Camper Van Beethoven, anos mais tarde comentou: "Me lembro da primeira vez que vi essa palavra aplicada a nós... o que eu percebi, é que parecíamos uma banda punk, mas estávamos tocando música pop, então eles inventaram essa palavra alternativa para aqueles que fazem isso". Durante a década de 1980, DJs e promotores afirmavam que o termo se originou nas rádios FM americanas da década de 1970, que serviam como uma alternativa progressiva para o Top 40 do formato de rádio, apresentando músicas mais longas e dando aos DJs mais liberdade na seleção de músicas. De acordo com uma entrevista realizada com um ex-DJ e promotor da época, "De alguma forma, este termo 'alternativo' foi redescoberto e assaltado por rádios universitárias durante os anos 80 que o aplicaram a nova música pós-punk, indie ou underground - qualquer que seja".

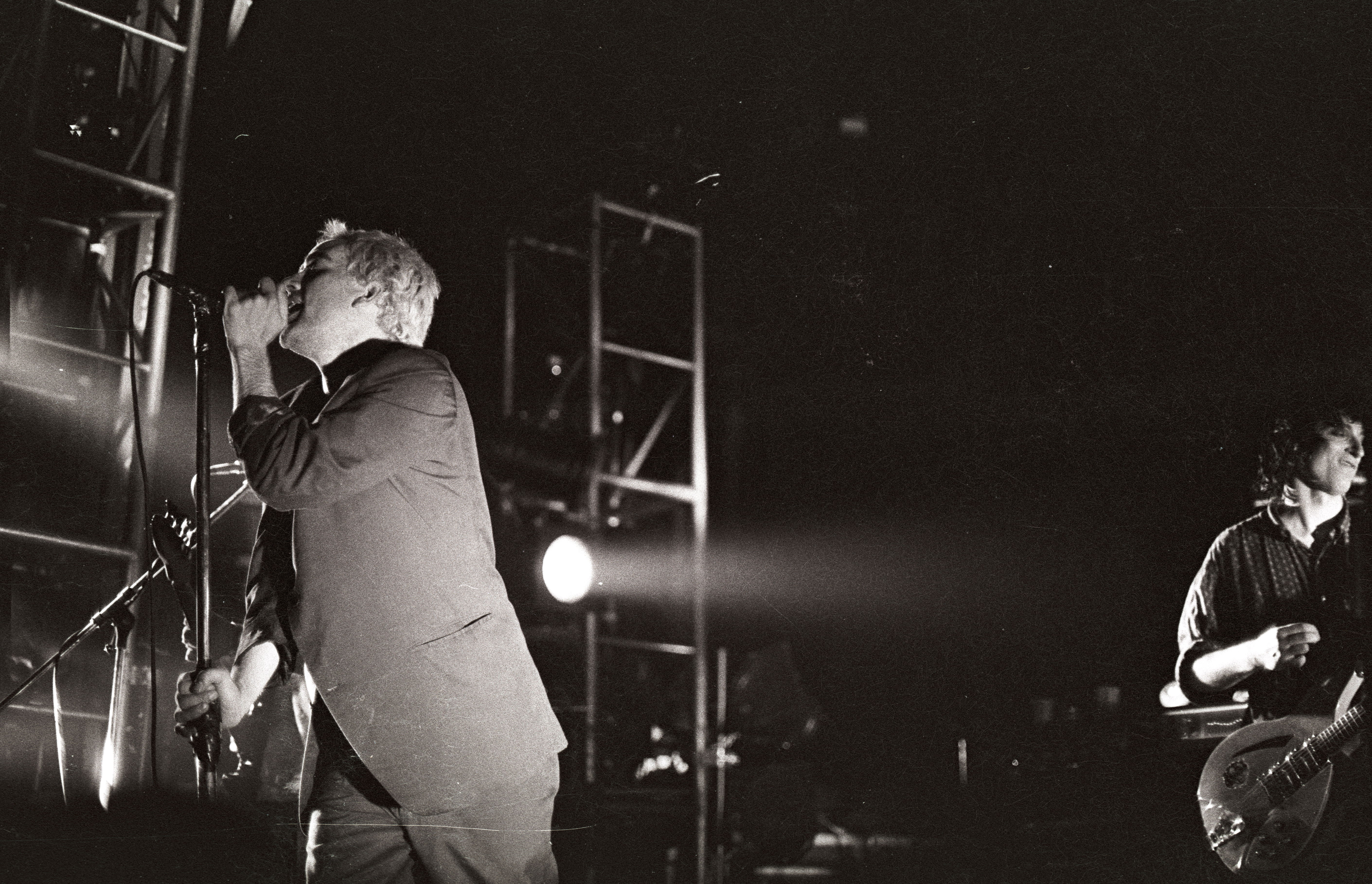
Michael Stipe (esquerda) e Peter Buck (direita) no palco em Ghent, Bélgica, durante a turnê de 1985 do R.E.M., um dos primeiros grupos a atingir o mainstream com o subgênero college rock/rock alternativo

A princípio, o termo se referia a bandas de rock intencionalmente não convencionais que não eram influenciados por "baladas de heavy metal ou new wave" e "musicas dance de alta energia". O uso do termo se ampliaria para incluir além do new wave, o pop, punk rock, pós-punk e, ocasionalmente, college e indie rock, todos encontrados nas estações de rádio "alternativas comerciais" americanas da época, como a KROQ-FM de Los Angeles. O jornalista Jim Gerr escreveu que o alternativo também englobava variantes como rap, trash, metal e industrial. O projeto do primeiro Lollapalooza, um festival itinerante na América do Norte concebido pelo vocalista do Jane's Addiction, Perry Farrell, reuniu "elementos díspares da comunidade do rock alternativo", incluindo Henry Rollins, Butthole Surfers, Ice-T, Nine Inch Nails, Siouxsie and the Banshees (como segunda atração principal) e Jane's Addiction (como atração principal). Dave Kendall, cobrindo a data de abertura do Lollapalooza em Phoenix para a MTV em julho de 1991, apresentou a reportagem dizendo que o festival apresentava as "mais diversas formações de rock alternativo". Naquele verão, Perry Farrell cunhou o termo Nação Alternativa.
Em dezembro de 1991, a revista Spin observou que "este ano, pela primeira vez, ficou retumbantemente claro que o que antes era considerado rock alternativo - um grupo de marketing centrado no college com potencial bastante lucrativo, embora limitado - de fato se mudou para o mainstream."
No final da década de 1990, a definição tornou-se novamente mais específica. Em 1997, Neil Strauss do The New York Times, definiu o rock alternativo como "rock afiado, distinguido por riffs de guitarra frágeis e inspirados nos anos 70 e cantores agonizando sobre seus problemas até que eles tomem proporções épicas".
Definir uma música como alternativa é muitas vezes difícil por causa de duas aplicações conflitantes da palavra. Alternativa pode descrever uma música que desafia o status quo e que é "ferozmente iconoclasta, anticomercial e anti mainstream" e que também denota "as escolhas disponíveis para os consumidores através de lojas de discos, rádio, televisão a cabo e a Internet." No entanto, a música alternativa paradoxalmente tornou-se tão comercial e vendável quanto o rock mainstream, com as gravadoras usando o termo "alternativo" para comercializar música para um público que o rock mainstream não alcança. Usando uma definição ampla do gênero, Dave Thompson em seu livro Alternative Rock cita a formação dos Sex Pistols, bem como o lançamento dos álbuns Horses de Patti Smith e Metal Machine Music de Lou Reed como três eventos-chave que deram origem ao rock alternativo. Até o início dos anos 2000, quando o indie rock se tornou o termo mais comum nos EUA para descrever o pop e o rock modernos, os termos "indie rock" e "rock alternativo" eram frequentemente usados de forma intercambiável; embora existam aspectos que ambos os gêneros têm em comum, "indie rock" foi considerado um termo baseado na Grã-Bretanha, ao contrário do "rock alternativo" mais americano.

## Características
O nome "rock alternativo" serve essencialmente como um termo genérico para a música underground que surgiu na esteira do punk rock desde meados da década de 1980. Ao longo de grande parte de sua história, o rock alternativo foi amplamente definido por sua rejeição ao comercialismo da cultura mainstream, embora isso possa ser contestado desde que alguns dos principais artistas alternativos alcançaram sucesso no mainstream ou foram cooptadas pelas principais gravadoras da década de 1990 em diante (especialmente desde o novo milênio até os dias de hoje). Bandas alternativas durante a década de 1980 geralmente tocavam em pequenos clubes, gravavam para selos independentes e espalhavam sua popularidade através do boca a boca. Desta forma, não há um estilo musical definido para o rock alternativo como um todo, embora o The New York Times em 1989 tenha afirmado que o gênero é "antes de tudo, guitarras que explodem acordes poderosos, escolhem riffs sonoros, zumbem com fuzztone e squeal no feedback." Mais frequentemente do que em outros estilos de rock, desde a popularização do gênero durante a década de 1970, as letras de rock alternativo tendem a abordar tópicos de preocupação social, como uso de drogas, depressão, suicídio e ambientalismo. Essa abordagem das letras se desenvolveu como um reflexo das tensões sociais e econômicas nos Estados Unidos e no Reino Unido dos anos 1980 e início dos anos 1990.

## Precursores (décadas de 1960 e 1970)
Um precursor do rock alternativo existia na década de 1960 com a cena protopunk. As origens do rock alternativo podem ser rastreadas até The Velvet Underground & Nico (1967) pelo Velvet Underground que influenciou muitas bandas de rock alternativo que viriam depois dele. Figuras excêntricas e peculiares da década de 1960, como Syd Barrett, influenciaram o rock alternativo em geral.

## Década de 1980

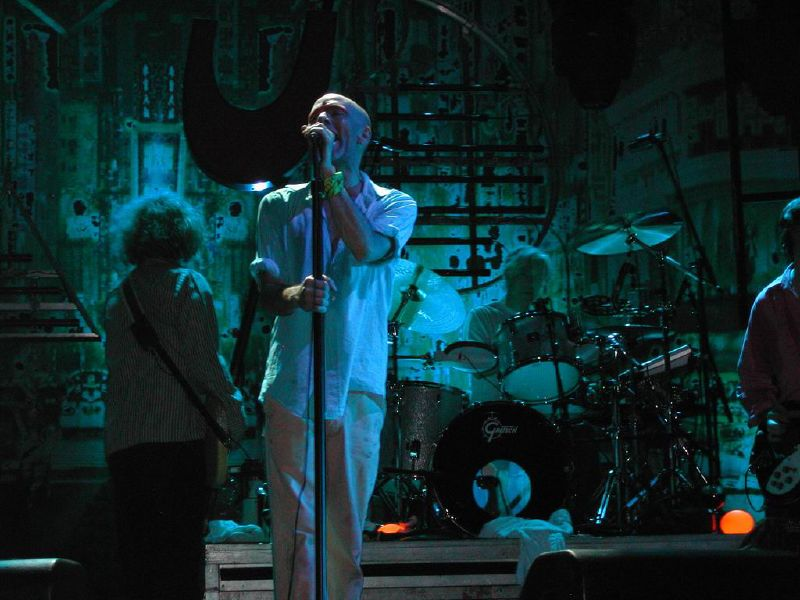
Uma das primeiras bandas de rock alternativo populares, R.E.M. marcante em rádio universitárias, turnês constantes e uma base de fãs para entrar no mainstream musical

Em 1979, os Dead Kennedys formaram a gravadora independente Alternative Tentacles, lançando músicas underground influentes como o EP Butthole Surfers da banda de mesmo nome em 1983. Em 1984, a maioria dos grupos assinou com gravadoras indie extraídas de uma variedade de influências do rock e particularmente do rock dos anos 1960. Isso representou uma ruptura acentuada com os anos pós-punk futuristas e hiper-racionais.
| “ | "Música alternativa é música que ainda não alcançou um público mainstream, alternativa não é mais new wave, é uma disposição de espírito. Música alternativa é qualquer tipo de música que tem potencial para atingir um público mais amplo. força real, qualidade real, excitação real, e tem que ser socialmente significativo, ao contrário de Whitney Houston, que é pablum". — Mark Josephson, Diretor Executivo do Seminário de Nova Música falando em 1988. "POP/JAZZ; Rock by Any Other Name Is 'Alternative' ". The New York Times. 15 de julho, 1988. | ” |

Ao longo da década de 1980, o rock alternativo permaneceu como um fenômeno underground. Embora ocasionalmente uma música se tornasse um sucesso comercial ou os álbuns recebessem elogios da crítica em publicações tradicionais como a Rolling Stone, o rock alternativo na década de 1980 foi apresentado principalmente em gravadoras independentes, fanzines e estações de rádio universitárias. Bandas alternativas construíram seguidores underground fazendo turnês constantemente e lançando regularmente álbuns de baixo orçamento. No caso dos Estados Unidos, novas bandas se formariam na esteira das bandas anteriores, o que criou um extenso circuito underground na América, repleto de diferentes cenas em várias partes do país. As rádios universitárias foram uma parte essencial da inovação da música alternativa. Em meados da década de 1980, a estação universitária KCPR em San Luis Obispo, Califórnia, descreveu em um manual de DJ a tensão entre músicas tradicionais e "lançamentos" tocadas nas "rádios alternativas".
Embora os artistas alternativos americanos da década de 1980 nunca tenham gerado vendas espetaculares de álbuns, eles exerceram uma influência considerável sobre os músicos alternativos posteriores e lançaram as bases para seu sucesso. Em 10 de setembro de 1988, uma parada de músicas alternativas foi criada pela Billboard, listando as 40 músicas mais tocadas em estações de rádio de rock alternativo e moderno nos EUA: o primeiro número um foi "Peek-a-Boo" de Siouxsie and the Banshees. Em 1989, o gênero tornou-se popular o suficiente para que uma turnê com New Order, Public Image Limited e Sugarcubes percorresse o circuito de arenas dos Estados Unidos.
Em contraste, o rock alternativo britânico se distinguiu do dos Estados Unidos desde o início por um foco mais voltado para o pop (marcado por uma ênfase igual em álbuns e singles, bem como uma maior abertura para incorporar elementos da cultura dance e club) e uma ênfase lírica em preocupações especificamente britânicas. Como resultado, poucas bandas alternativas britânicas alcançaram sucesso comercial nos EUA. Desde a década de 1980, o rock alternativo tem sido amplamente tocado nas rádios do Reino Unido, particularmente por DJs como John Peel (que defendeu a música alternativa na BBC Radio 1), Richard Skinner e Annie Nightingale. Artistas que tiveram seguidores cult nos Estados Unidos receberam maior exposição através da rádio nacional britânica e da imprensa musical, resultando no sucesso das bandas alternativas nas paradas do Reino Unido.

### Underground americano na década de 1980

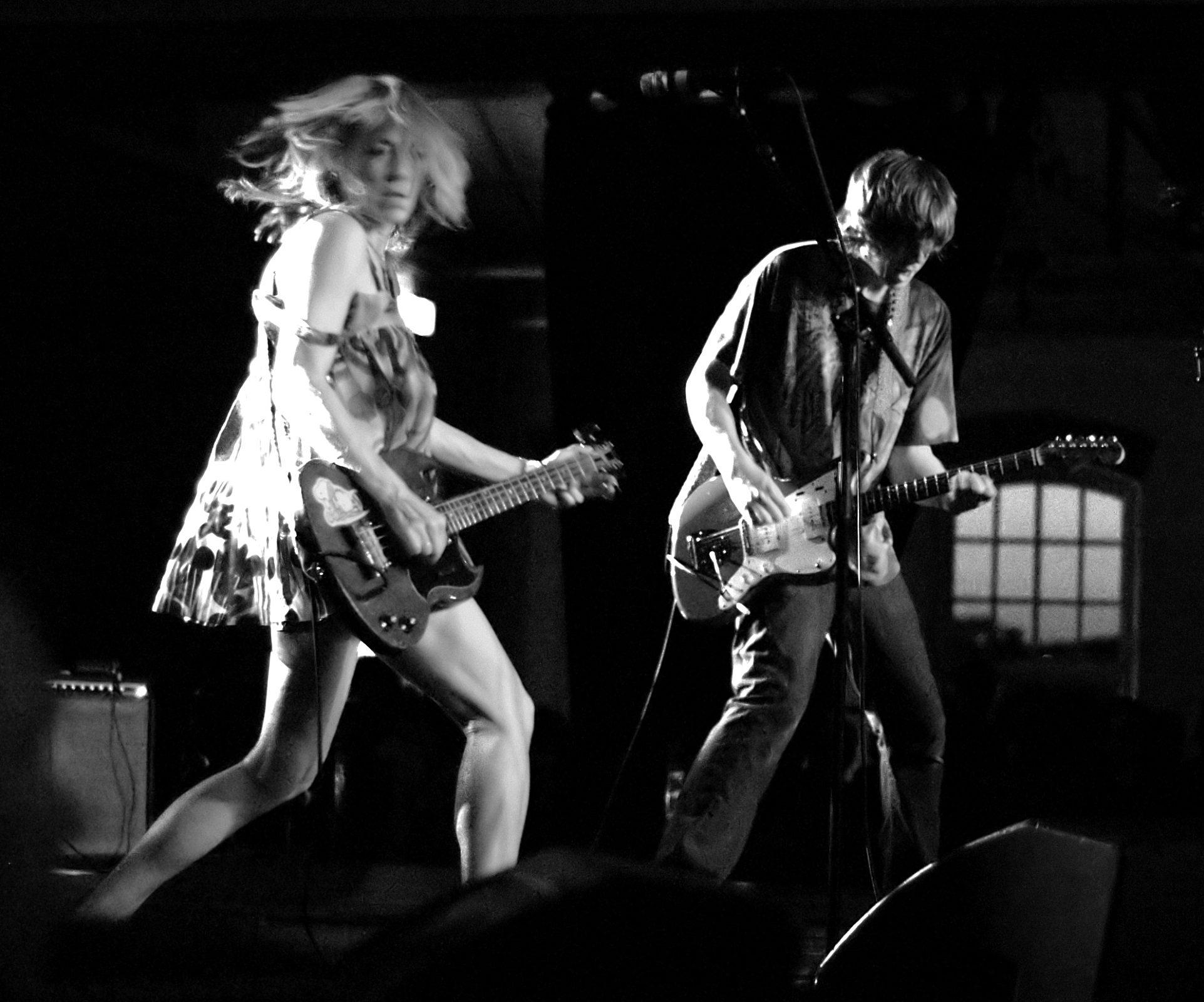
Kim Gordon e Thurston Moore da banda Sonic Youth

As primeiras bandas alternativas americanas, como Dream Syndicate, The Bongos, 10,000 Maniacs, R.E.M., The Feelies e Violent Femmes combinaram influências punk com música folk e influências da música mainstream. R.E.M. foi o mais imediatamente bem-sucedido; seu álbum de estréia, Murmur (1983), entrou no Top 40 e gerou uma série de seguidores do subgênero jangle pop. Uma das muitas cenas jangle pop do início dos anos 1980, o Paisley Underground de Los Angeles reviveu os sons dos anos 1960, incorporando psicodelia, ricas harmonias vocais e a interação de guitarra do folk rock, bem como influências punk e underground, como o Velvet Underground.
As gravadoras indie americanas SST Records, Twin/Tone Records, Touch and Go Records e Dischord Records influenciaram a mudança do punk hardcore que então dominava a cena underground americana para os estilos mais diversos de rock alternativo que estavam surgindo. As bandas Hüsker Dü e The Replacements de Minneapolis foram indicativos dessa mudança. Ambas começaram como bandas de punk rock, mas logo diversificaram seus sons e se tornaram mais melódicos. Michael Azerrad afirmou que Hüsker Dü era o principal elo entre o hardcore punk e a música mais melódica e diversificada do college rock que surgiu. Azerrad escreveu que "Hüsker Dü desempenhou um grande papel em convencer o underground de que melodia e punk rock não eram antíteses". A banda também deu o exemplo ao ser o primeiro grupo da cena indie americana a assinar com uma grande gravadora, o que ajudou a estabelecer o college rock como "um empreendimento comercial viável". Ao se concentrar em composições sinceras e jogos de palavras em vez de preocupações políticas, os The Replacements derrubaram várias convenções da cena underground; Azerrad observou que "junto com o R.E.M., eles eram uma das poucas bandas underground que os ouvintes mais mainstream gostavam".
No final da década de 1980, a cena alternativa americana era dominada por estilos que iam do peculiar pop alternativo (They Might Be Giants e Camper Van Beethoven), ao noise rock (Sonic Youth, Big Black, The Jesus Lizard) e rock industrial (Ministry, Nine Inch Nails). Esses sons, por sua vez, foram seguidos pelo advento dos Pixies de Boston e do Jane's Addiction de Los Angeles. Na mesma época, o subgênero grunge surgiu em Seattle, Washington, inicialmente referido como "The Seattle Sound" até sua ascensão à popularidade no início dos anos 1990. O grunge apresentava um som de guitarra lamacento e obscuro que sincretizava heavy metal e punk rock. Promovidas em grande parte pelo selo independente Sub Pop de Seattle, as bandas grunge eram conhecidas por sua moda de brechó que favorecia camisas de flanela e botas tratoradas adequadas ao clima local. As primeiras bandas grunge Soundgarden e Mudhoney foram aclamadas pela crítica nos EUA e no Reino Unido, respectivamente.
No final da década, várias bandas alternativas começaram a assinar com grandes gravadoras. Diferente das primeiras contratações de grandes gravadoras, Hüsker Dü e The Replacements tiveram pouco sucesso, enquanto outros artistas como R.E.M. e Jane's Addiction alcançaram discos de ouro e platina, preparando o terreno para a descoberta posterior do alternativo. Algumas bandas como Pixies tiveram enorme sucesso no exterior enquanto eram ignoradas internamente.
Em meados da década, o álbum Zen Arcade do Hüsker Dü influenciou outros artistas hardcore ao abordar questões pessoais. Fora da cena hardcore de Washington, D.C., o chamado "emocore" ou, mais tarde, "emo" surgiu e se popularizou por suas letras que mergulhavam em assuntos emocionais e muito pessoais (os vocalistas às vezes choravam) e adicionavam poesia de associação livre e um tom confessional. Rites of Spring foi descrito como a primeira banda "emo". O ex-vocalista do Minor Threat, Ian MacKaye fundou a Dischord Records que se tornou o centro da cena emo da cidade.

### Subgêneros britânicos e tendências da década de 1980

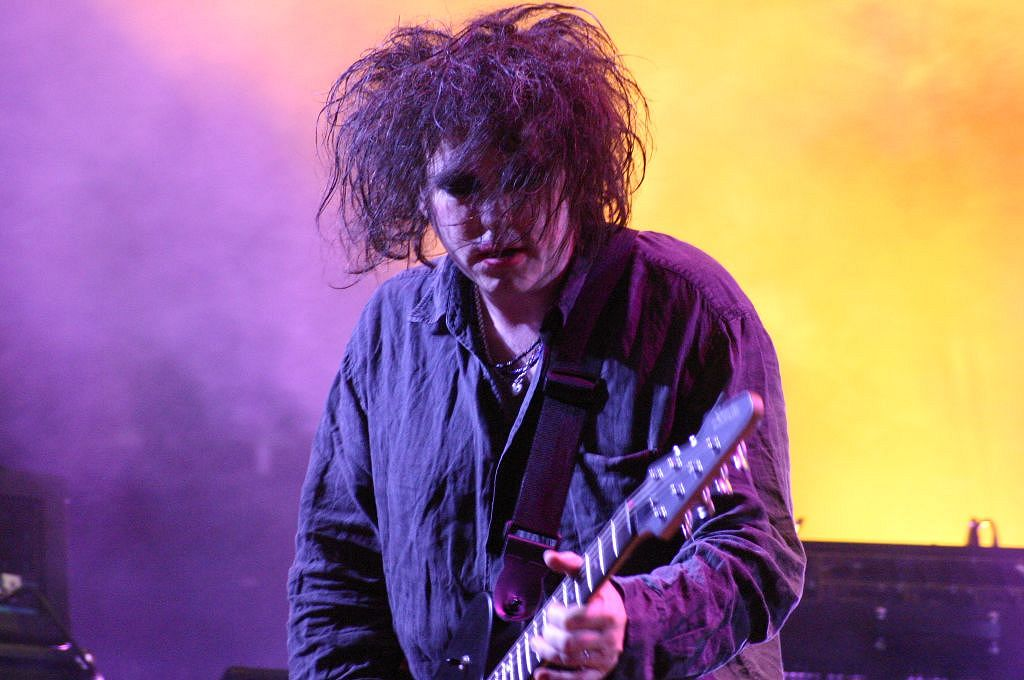
Robert Smith do The Cure

O rock gótico se desenvolveu a partir do pós-punk britânico do final da década de 1970. Com uma reputação como a "forma mais sombria e nebulosa do rock underground", o rock gótico utiliza um som baseado em teclado e guitarra extraído do pós-punk para construir "paisagens sonoras de mau presságio, tristes e muitas vezes épicas", e letras muitas vezes abordando a literatura romântica, morbidez, simbolismo religioso e misticismo sobrenatural. Bandas deste subgênero se inspiraram em dois grupos britânicos de pós-punk, Joy Division e Siouxsie and the Banshees. O single de estreia da Bauhaus, "Bela Lugosi's Dead", lançado em 1979, é considerado o início do subgênero do rock gótico. Os álbuns "opressivamente desanimados" do The Cure, incluindo Pornography (1982), consolidaram a estatura desse grupo nesse estilo e lançaram as bases para seu grande culto de seguidores.
A principal banda britânica de rock alternativo que surgiu durante a década de 1980 foi o The Smiths, original de Manchester. O jornalista musical Simon Reynolds destacou os Smiths e seus contemporâneos americanos R.E.M. como "as duas bandas de rock alternativo mais importantes da época", comentando que "eram bandas dos anos oitenta apenas no sentido de serem contra os anos oitenta". Os Smiths exerceram uma influência sobre a cena indie britânica até o final da década, já que várias bandas se basearam nos tópicos líricos centrados no inglês do cantor Morrissey e no estilo agitado de tocar guitarra do guitarrista Johnny Marr. O cassete C86, um lançamento da NME de 1986 com Primal Scream, Wedding Present e outros, foi uma grande influência no desenvolvimento do indie pop e da cena indie britânica como um todo.
Outras formas de rock alternativo se desenvolveram no Reino Unido durante a década de 1980. O som do The Jesus and Mary Chain combinou o "ruído melancólico" do Velvet Underground com as melodias pop dos Beach Boys e a produção "Wall of Sound" de Phil Spector, enquanto o New Order emergia do fim da banda pós-punk Joy Division e experimentou sonoridades utilizando a disco e dance music. No final dos anos 1980, o movimento shoegaze teve como influencias a banda The Jesus and Mary Chain, junto com Dinosaur Jr., a cassete C86 e o dream pop de Cocteau Twins. Nomeado pela tendência dos guitarristas de olhar para seus pés e pedais de efeitos de guitarra no palco ao invés de interagir com o público, bandas de shoegaze como My Bloody Valentine e Slowdive criaram uma "lavagem de som" esmagadoramente alta que obscureceu vocais e melodias com riffs longos e monótonos, distorção e feedback. As bandas de shoegaze dominaram a imprensa musical britânica no final da década, juntamente com a cena Madchester. Tocando na maior parte do tempo em Haçienda, uma boate em Manchester de propriedade da banda New Order e Factory Records, bandas de Madchester como Happy Mondays e Stone Roses misturavam ritmos de acid house com guitarra pop melódica.

## Popularização na década de 1990

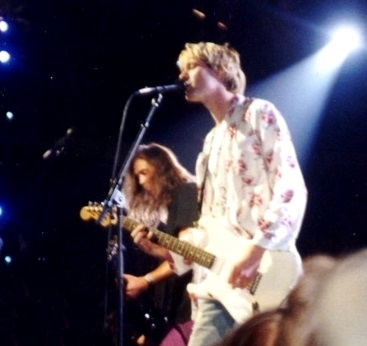
Nirvana por volta de 1992

No início da década de 1990, a indústria da música foi seduzida pelas possibilidades comerciais do rock alternativo após grandes gravadoras terem assinado com Jane's Addiction, Red Hot Chili Peppers e Dinosaur Jr. No início de 1991, o R.E.M. tornou-se mainstream em todo o mundo com Out of Time, tornando-se um modelo para muitas bandas alternativas.
A primeira edição do festival Lollapalooza se tornou a turnê de maior sucesso na América do Norte em julho e agosto de 1991. Segundo Dave Grohl, baterista do Nirvana, quando ele e Kurt ficaram sabendo do show em Los Angeles, conseguiram os ingressos e assistiram ao Lollapalooza em um anfiteatro ao ar-livre. "Foi um dia épico pra caralho. Realmente foi. Foi inacreditável. Lembro-me de estar sentado no meu lugar, assistindo aos Butthole Surfers em uma porra de um anfiteatro ao ar livre! A última vez que os vi, eles estavam no 9h30 Club e havia 45 pessoas lá e Gibby [Haynes] estava atirando uma espingarda na plateia. Eu não estou brincando. Foi uma loucura. Era como se a revolução tivesse apenas começado". A turnê ajudou a mudar as mentalidades na indústria da música: "naquele outono, o rádio, a MTV e a música haviam mudado. Eu realmente acho que se não fosse por Perry [Farrell], se não fosse pelo Lollapalooza, você e eu não estaria tendo essa conversa agora".
O lançamento do single "Smells Like Teen Spirit" do Nirvana em setembro de 1991 "marcou a instigação do fenômeno da música grunge". Ajudado pela constante reprise do videoclipe da música na MTV, seu álbum Nevermind estava vendendo 400 000 cópias por semana no Natal de 1991. Seu sucesso surpreendeu a indústria da música. Nevermind não apenas popularizou o grunge, mas também estabeleceu "a viabilidade cultural e comercial do rock alternativo em geral". Michael Azerrad afirmou que Nevermind simbolizava "uma mudança radical no rock" e que o hairmetal que dominava o rock naquela época caiu em desuso diante de uma música autêntica e culturalmente relevante. O sucesso revolucionário do Nirvana levou à popularização generalizada do rock alternativo na década de 1990. A banda anunciou uma "nova abertura para o rock alternativo" entre as estações de rádio comerciais, abrindo portas para bandas alternativas mais pesadas. Na esteira de Nevermind, o rock alternativo "se viu gritando e sendo arrastado para o mainstream" e as gravadoras, confusas com o sucesso do gênero, mas ansiosas para capitalizá-lo, correram para assinar com bandas. O New York Times declarou em 1993: "O rock alternativo não parece mais tão alternativo. Cada grande gravadora tem um punhado de bandas de guitarra em camisas disformes e jeans surrados, bandas com má postura e bons riffs que cultivam o oblíquo e o evasivo, que escondem melodias cativantes com barulho e o processo criativo artesanal por trás da indiferença". No entanto, muitos artistas de rock alternativo rejeitaram o sucesso, pois conflitava com a ética rebelde e o ethos DIY que o gênero havia adotado antes da exposição ao mainstream e suas ideias de autenticidade artística.

### Grunge
Outras bandas do movimento grunge posteriormente replicaram o sucesso do Nirvana. O Pearl Jam lançou seu primeiro álbum Ten um mês antes de Nevermind em 1991, mas as vendas de álbuns só aumentaram um ano depois. Na segunda metade de 1992, Ten se tornou um grande sucesso, sendo disco de ouro e alcançando o número dois na parada de álbuns da Billboard 200. O álbum Badmotorfinger do Soundgarden, o Dirt do Alice in Chains e o Core do Stone Temple Pilots juntamente com a colaboração do álbum Temple of the Dog com membros do Pearl Jam e Soundgarden, também estavam entre os 100 álbuns mais vendidos de 1992. O avanço popular dessas bandas grunge levou a Rolling Stone a apelidar Seattle de "a nova Liverpool". Grandes gravadoras assinaram com a maioria das bandas grunge proeminentes em Seattle, enquanto um segundo fluxo de bandas se mudou para a cidade na esperança de sucesso.

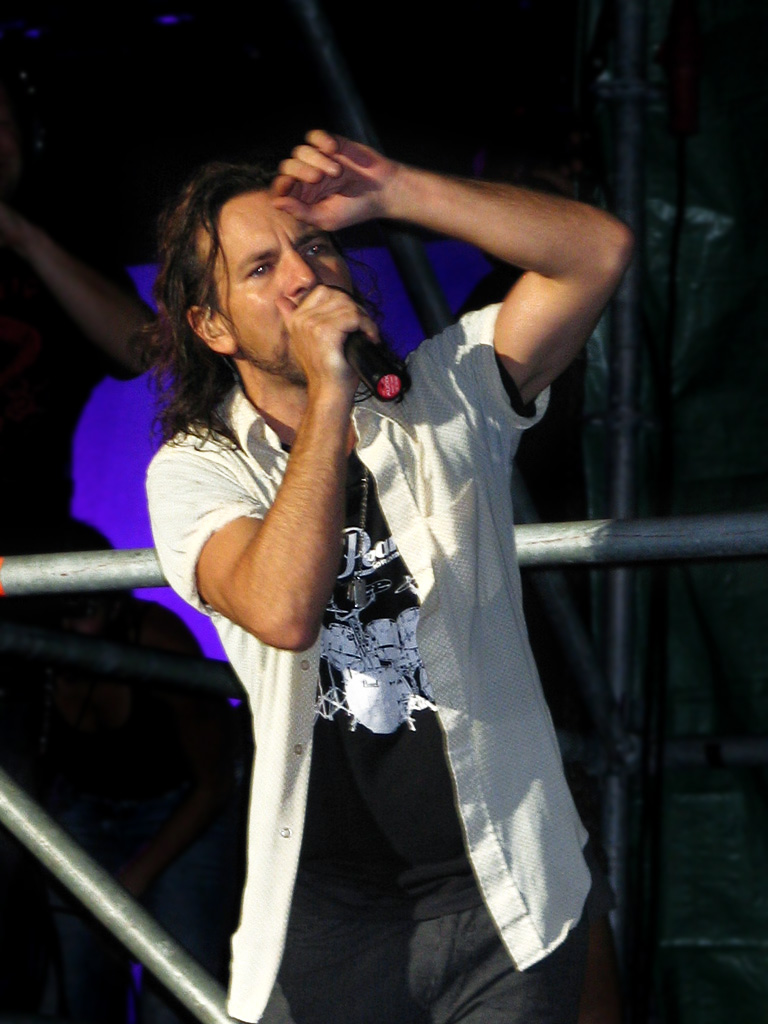
Eddie Vedder do Pearl Jam em concerto na Itália

Ao mesmo tempo, os críticos afirmavam que a publicidade estava cooptando elementos do grunge e transformando-o em moda. A Entertainment Weekly comentou em um artigo de 1993: "Não houve esse tipo de exploração de uma subcultura desde que a mídia descobriu os hippies nos anos 60". O New York Times comparou a "grungeficação da America" ao marketing de massa do punk rock, disco e hip hop nos anos anteriores. Como resultado da popularidade do gênero, uma reação contra o grunge se desenvolveu em Seattle. O álbum seguinte do Nirvana, o In Utero (1993) foi um álbum intencionalmente abrasivo que o baixista Krist Novoselic descreveu como um "som selvagem e agressivo, um verdadeiro disco alternativo". Após seu lançamento em setembro de 1993, o In Utero liderou as paradas da Billboard. O Pearl Jam também continuou a ter um bom desempenho comercial com seu segundo álbum, Vs. (1993), que liderou as paradas da Billboard vendendo um recorde de 950.378 cópias em sua primeira semana de lançamento.

### Britpop
Com o declínio da cena Madchester e a falta de glamour do shoegazing, a maré do grunge da América dominou a cena alternativa britânica e a imprensa musical no início dos anos 1990. Como reação, surgiu uma enxurrada de bandas britânicas que desejavam "se livrar do grunge" e "declarar guerra à América", tomando de assalto o público e a imprensa musical britânica. Apelidado de "Britpop" pela mídia, esse movimento representado por Pulp, Blur, Suede e Oasis foi o equivalente britânico da explosão do grunge, em que os artistas impulsionaram o rock alternativo ao topo das paradas em seu país de origem. As bandas de britpop foram influenciadas e demonstraram reverência pelo rock britânico do passado, particularmente movimentos e gêneros como a invasão britânica, glam rock e punk rock. Em 1995, o fenômeno Britpop culminou em uma rivalidade entre seus dois principais grupos, Oasis e Blur, simbolizada pelo lançamento de singles concorrentes no mesmo dia. O Blur inicialmente ganhava com "The Battle of Britpop", mas o Oasis logo eclipsou a popularidade do seu rival com seu segundo álbum, (What's the Story) Morning Glory? (1995), que se tornou o terceiro álbum mais vendido na história do Reino Unido.

### Indie rock

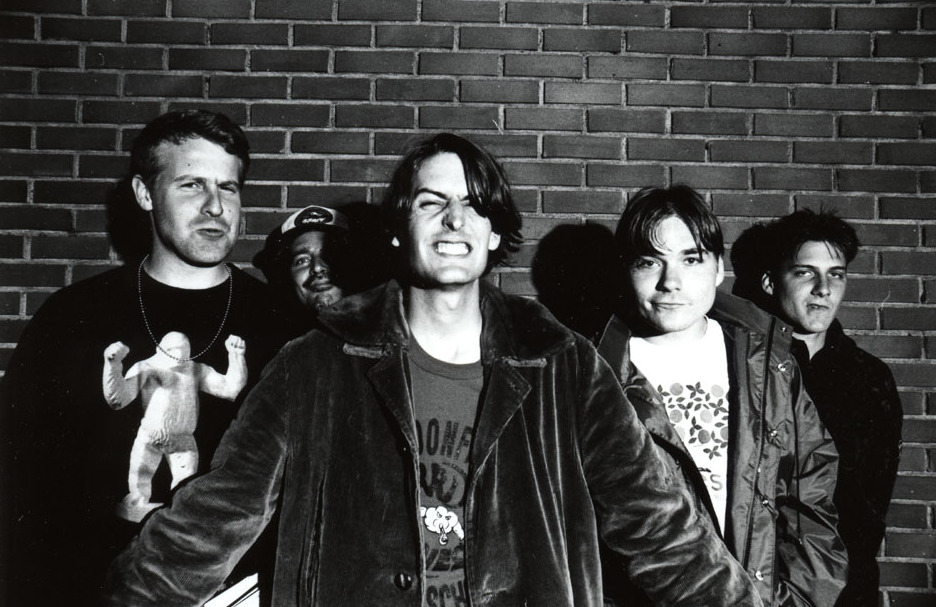
A banda Pavement de indie rock em 1993

Ao longo dos anos, sugiram muitos sinônimos de rock alternativo nos EUA, o indie rock no entanto, se tornou um subgênero distinto após a popularização do Nirvana. O indie rock foi formulado como uma rejeição da absorção do rock alternativo no mainstream por artistas que não podiam ou se recusavam a ingressar neste meio devido à cautela ou críticas sobre sua estética "masculina". Mesmo os artistas do indie rock compartilhando uma desconfiança sobre o punk rock comercial, o gênero não se define inteiramente contra isso, já que "a suposição geral é que é praticamente impossível tornar as abordagens musicais variadas do indie rock compatíveis com os gostos do mainstream".
Gravadoras como Matador Records, Merge Records e Dischord, e bandas independentes como Pavement, Superchunk, Fugazi e Sleater-Kinney dominaram a cena indie americana durante a maior parte da década de 1990. Um dos principais movimentos de indie rock da década de 1990 foi o lo-fi. O movimento, que se concentrava na gravação e distribuição de música em fitas cassete de baixa qualidade, surgiu inicialmente na década de 1980. Em 1992, Pavement, Guided by Voices e Sebadoh tornaram-se grupos populares do gênero lo-fi nos Estados Unidos, enquanto subsequentemente artistas como Beck e Liz Phair trouxeram a estética para o público mainstream. O indie rock abriu caminho para cantoras e compositoras autodeclaradas como alternativas. Além da já mencionada Liz Phair, PJ Harvey e Fiona Apple se encaixam neste subgrupo.

### Post-grunge
Durante a segunda metade da década de 1990, o grunge foi substituído pelo post-grunge. Muitas bandas post-grunge não tinham as raízes underground do grunge e foram amplamente influenciadas pelo que o gênero se tornou, ou seja, "uma forma muito popular de hard rock introspectivo e sério." Muitas bandas post-grunge emulavam o som e o estilo do grunge, "mas não necessariamente as idiossincrasias individuais de seus artistas originais". O post-grunge era um gênero comercialmente mais viável que temperava as guitarras distorcidas do grunge com uma produção polida e pronta para o rádio. Originalmente, post-grunge era um rótulo usado quase pejorativamente em bandas que surgiram quando o grunge estava no mainstream e eles emulavam sua sonoridade. As gravadoras sugeriram que as bandas rotuladas como post-grunge eram simplesmente derivadas musicalmente, ou uma resposta cínica a um movimento de rock "autêntico". As bandas Bush, Candlebox e Collective Soul foram rotulados quase pejorativamente como post-grunge que, de acordo com Tim Grierson do About.com, está "sugerindo que ao invés de ser um movimento musical por direito próprio, eles eram apenas uma resposta calculada e cínica a um mudança estilística legítima na música rock." O post-grunge se transformou no final dos anos 1990 com o surgimento de bandas rotuladas neste movimento como Foo Fighters, Creed e Nickelback.

### Post-rock

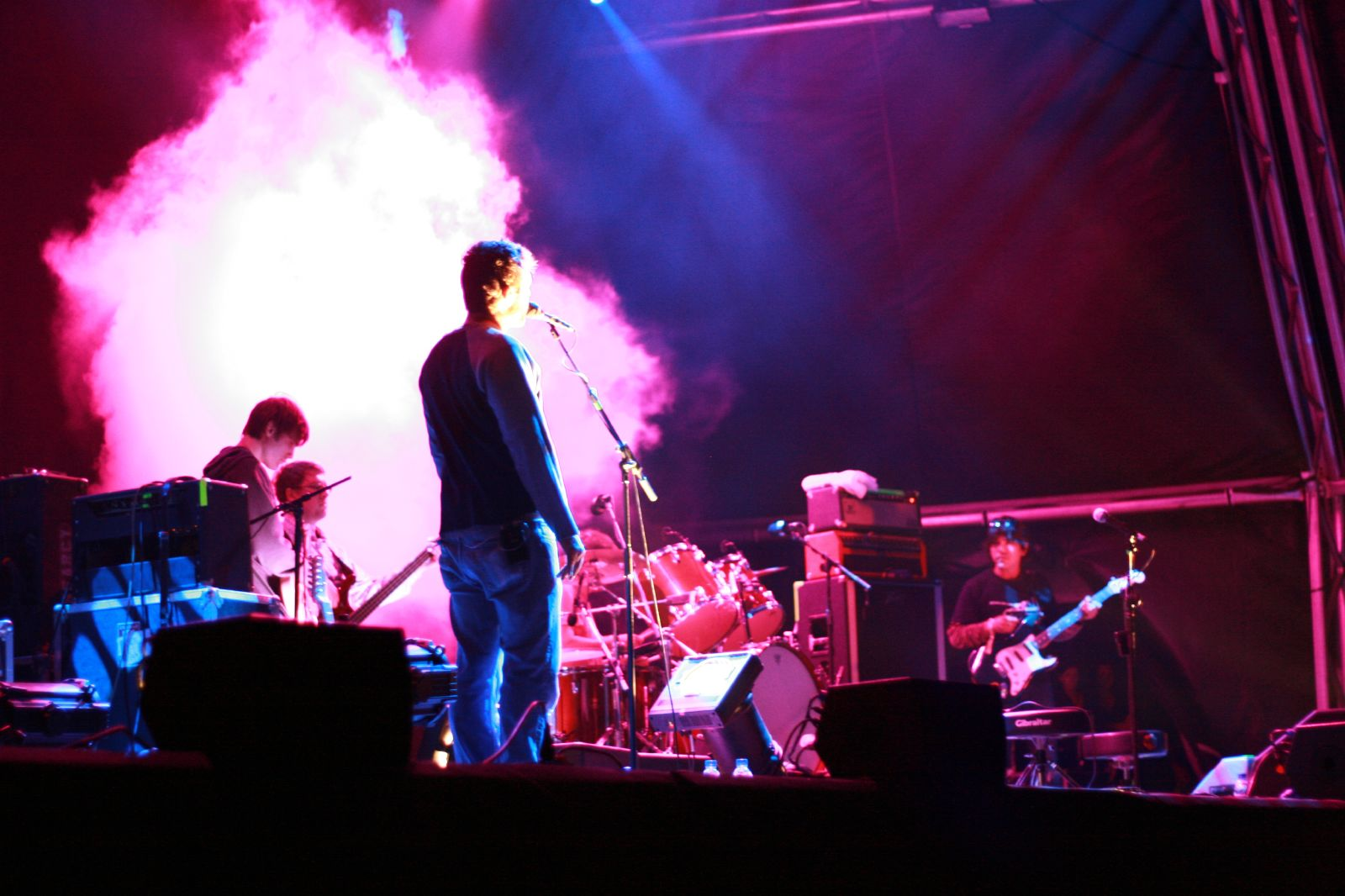
Banda Slint performando em 2007

O post-rock se estabeleceu através do álbum Laughing Stock da banda Talk Talk e o Spiderland do Slint, ambos lançados em 1991. O post-rockfoi influenciado por vários gêneros, incluindo krautrock, rock progressivo e jazz. O subgênero rejeitou ou modificou as convenções do rock e muitas vezes incorporou elementos da música eletrônica. Seu nome foi cunhado pelo jornalista musical Simon Reynolds em 1994 referindo-se ao álbum Hex do grupo londrino Bark Psychosis, solidificado seu estilo com o lançamento do álbum Millions Now Living Will Never Die (1996) do grupo Tortoise de Chicago. O post-rock se tornou a forma dominante de rock experimental na década de 1990 e bandas do gênero assinaram com selos como Thrill Jockey, Kranky, Drag City e Too Pure. Um gênero relacionado, o math rock, atingiu o pico em meados da década de 1990. Em comparação com o post-rock, o math rock conta com assinaturas de tempo rítmico mais complexas e frases entrelaçadas. No final da década, surgiu uma reação contra o post-rock devido à sua "intelectualidade desapaixonada" e sua crescente previsibilidade percebida, mas uma nova onda de bandas de post-rock como Godspeed You! Black Emperor e Sigur Rós surgiram que expandiram ainda mais o gênero.

### Outras tendências
Em 1993, o álbum Siamese Dream do Smashing Pumpkins foi um grande sucesso comercial. A forte influência do heavy metal e do rock progressivo no álbum ajudou a legitimar o rock alternativo para os programadores de rádio mainstream e fechar a lacuna entre o rock alternativo e o tipo de rock tocado nas rádios Album-oriented rock norte-americanas  dos anos 1970. Em 1995, o Smashing Pumpkins lançou um álbum duplo chamado Mellon Collie & the Infinite Sadness, que vendeu 10 milhões de cópias apenas nos EUA, certificando-o como um disco de diamante.
Em meados da década de 1990, a Sunny Day Real Estate definiu o gênero emo. O álbum Pinkerton (1996) do Weezer também foi influente e definiu uma nova onda de tendências.
Depois de quase uma década no underground, o ska punk, uma mistura de bandas britânicas antigas de ska e punk, tornou-se popular nos Estados Unidos. Rancid foi o primeiro do "Third Wave Ska Revival" a alcançar o sucesso. Em 1996, os Mighty Mighty Bosstones, No Doubt, Sublime, Goldfinger, Reel Big Fish, Less Than Jake e Save Ferris receberam grande exposição nas rádios

## Meados dos anos 1990: Mudança no som
No final da década, o estilo do rock alternativo mudou devido a uma série de eventos, notadamente a morte de Kurt Cobain do Nirvana em 1994, o processo do Pearl Jam contra a promotora de shows Ticketmaster (que na verdade impediu o grupo de tocar em muitos locais importantes ao redor dos EUA por um longo período de tempo) e a separação do Soundgarden em 1997. Além do declínio das bandas grunge, o Britpop desapareceu quando o terceiro álbum do Oasis, Be Here Now (1997), recebeu críticas medíocres e o Blur começou a incorporar influências do rock alternativo americano. Um marco das mudanças do rock alternativo foi o hiato do festival Lollapalooza após uma tentativa frustrada de encontrar uma atração principal em 1998. À luz dos problemas do festival naquele ano, a Spin disse: "O Lollapalooza está tão em coma quanto o rock alternativo agora".
| “ | O "amerindie" do início dos anos 80 ficou conhecido como rock alternativo ou alternativo, ascendente do Nirvana até 1996 mais ou menos, mas atualmente está totalmente fora de moda, mesmo que as músicas continuam sendo tocas lá. — Christgau's Consumer Guide: Albums of the '90s (2000) | ” |

## Pop alternativo
Pop alternativo, ou alt-pop, é um termo usado para descrever a música pop com amplo apelo comercial que é feita por figuras fora do mainstream, ou que é considerada mais original, desafiadora ou eclética do que a música pop tradicional. The Independent descreveu o alt-pop como "uma imitação caseira e personalizada do mainstream que fala muito mais perto da experiência adolescente real" e que é comumente caracterizada por um tom emocional sombrio ou pessimista com letras sobre insegurança, arrependimento, drogas e ansiedade.
De acordo com o AllMusic, o “pop de centro-esquerda” da cena alternativa não teve sucesso mainstream durante os anos 1980, embora a banda pop alternativa do Reino Unido Siouxsie and the Banshees tenha feito sucesso naquela década. O sucesso da cantora canadense Avril Lavigne no início dos anos 2000, incluindo seu hit single "Sk8er Boi", ajudou a preparar o terreno para uma geração subsequente de cantoras de pop alternativo. No final dos anos 2000, a cantora americana Santigold estabeleceu-se como uma "heroína pop alternativa" devido à sua aparente convicção artística.
No início dos anos 2010, a cantora americana Lana Del Rey desenvolveu um "seguimento semelhante a um culto" com seu pop alternativo cinematográfico e pesado", caracterizado por uma "tristeza e melodrama atraentes". A cantora de pop alternativo da Nova Zelândia Lorde alcançou sucesso global em 2013 e 2014, liderando as paradas e ganhando prêmios. Em 2022, a cantora americana Billie Eilish foi creditada por fazer a "ascendência" do pop alternativo no mainstream com seu pop sombrio e pessimista.